# Dmitri Alexejewitsch Olderogge
Dmitri Alexejewitsch Olderogge (russisch Дмитрий Алексеевич Ольдерогге; * 23. Apriljul. / 6. Mai 1903greg. in Wilna; † 30. April 1987 in Leningrad) war ein führender russischer Afrikanist, Anthropologe, Ethnologe und Historiker. 

## Leben
Sein Vater Alexei Olderogge stammte aus holsteinischem Adel und war Offizier in der Russischen Armee. 1906 zog die Familie nach Sankt Petersburg. Olderogge durchlief ab 1912 eine Kadettenausbildung. Sein Vater floh nach der Oktoberrevolution 1919 ins Ausland, so dass Dmitri Olderogge gezwungen war, verschiedene Arbeiten anzunehmen und sich selbständig fortzubilden. 
1920 trat Olderogge der Roten Armee bei, wo er in der statistischen Abteilung eines Hauptquartiers diente und nicht an militärischen Operationen teilnahm. Nach zwei Jahren wurde er vom Militär an die ethnologisch-linguistische Abteilung der Fakultät für Sozialwissenschaften der Universität Petrograd geschickt, wo er schwerpunktmäßig die Ursprünge der staatlichen Entwicklung untersuchte. Er plante zunächst, sich zu diesen Fragen mit assyrischem Material zu befassen. Da es aber zu jener Zeit in diesem Bereich keine Spezialisten an der Universität gab, wandte er sich der Ägyptologie zu.
Kurz nach seinem Studienabschluss 1925 wurde er wissenschaftlicher Mitarbeiter an der heutigen Kunstkammer. Hier empfahl der prominente Ethnograph Lew Sternberg, ihn auf eine Geschäftsreise nach Deutschland, den Niederlanden und Belgien zu schicken, um ausländische Expertenerfahrung im Bereich der Ethnologie Afrikas zu sammeln. Ab Oktober 1927 hielt sich Olderogge ein halbes Jahr in Westeuropa auf und übernahm eine vermittelnde Funktion zwischen westlichen und sowjetischen Afrikanisten. Nach seiner Rückkehr in die UdSSR übernahm er als erstes einen Suaheli-Kurs am Leningrader Orient-Institut und erteilte später weitere Kurse in Bantusprachen wie beispielsweise Zulu. Gleichzeitig verfolgte er seine wissenschaftliche Karriere. Im Zeitraum der Repressionen der 1930er Jahre wurden jedoch Olderogges Werke praktisch nicht gedruckt, um im Hinblick auf seine „unzuverlässige Herkunft“ keinen Anlass zur Verfolgung zu geben.
Im Zweiten Weltkrieg wurde Olderogge im August 1942 mit zahlreichen anderen Wissenschaftlern nach Taschkent evakuiert, kehrte nach dem Ende der Leningrader Blockade im Mai 1944 zurück und erhielt eine Medaille „Für die Verteidigung Leningrads“. An der Universität Leningrad wurde er 1945 Professor für Afrikanistik. Mit Iwan Potechin (1903–1964) zusammen gab er das Standardwerk Die Völker Afrikas: ihre Vergangenheit und Gegenwart heraus, das zuerst 1954 in Moskau erschien. 1953 wurde er mit dem Leninorden ausgezeichnet.
In der Tauwetter-Periode, ab 1955 bis in die 1960er Jahre, konnte Olderogge auf zahlreichen Arbeitsreisen im Ausland direkten Kontakt mit ausländischen Kollegen aufnehmen. 1960 wurde er korrespondierendes Mitglied der Akademie der Wissenschaften der UdSSR. Nach einer Berufung als Gastprofessor an der Sorbonne im Jahre 1961 reiste er erstmals nach Westafrika, besuchte Senegal und traf sich dort mit Staatspräsident Leopold Senghor. Seit Beginn der 1970er Jahre nahm dann der Einfluss Olderogges und seiner Schule in der Sowjetunion deutlich ab, in dieser Zeitspanne genoss er jedoch zunehmende internationale Anerkennung. 1975 wurde er korrespondierendes Mitglied der British Academy, und 1979 erhielt er eine Auszeichnung der Universität Leipzig.
Olderogge war verheiratet mit der Ägyptologin Miliza Edwinowna Matje.
Er starb am 30. April 1987 in Leningrad und wurde auf dem Bogoslowskoje-Friedhof begraben.

## Internationale Veröffentlichungen
- Die Gesellschaftsordnung Songhais im 15. und 16. Jahrhundert//Afrikanistische Studien. Nr. 26 Berlin, 1955.
- Osman dan Fodios Aufstand und seine Bedeutung//Akten des XXIV Orientalistenkongresses, München, 1957.
- The origin of the Hausa language//Men and Cultures. Selected papers of the Fifth International Congress of Anthropological and Ethnological Sciences. Philadelphia: University of Pennsylvania Press, 1960.
- Die Völker Afrikas: ihre Vergangenheit und Gegenwart. 2 Bde. Berlin : Dt. Verl. der Wiss., 1961
- The Art of Africa: Negro Art from the Institute of Ethnography, Leningrad. London: Paul Hamlyn, 1969 (with Werner Forman).
- Eine Swahili-Wortliste aus dem Jahre 1811 aus den handschriftlichen Materialien von Admiral Krusenstern//Wort und Religion. Kalima na dini. Ernst Dammann zum 65. Geburtstag. Stuttgart: Evangelischer Missionsverlag, 1969.
- The Hamitic Problem in Africanistics//African Notes: Bulletin of African Studies. Univ. of Ibadan. Vol. VII, № I, 1971.
- L’Armenie et L’Ethiopie au IV siecle (a propos des sources de 1’alphabet Armenien)//IV Congresso Internazionale di Studi Etiopici (Roma, 10–15 Aprile 1972). Tomo I. Roma: Accademia Nazionale dei Lincei, 1974.
- Migration and Ethnic and Linguistic Differentiations//General History of Africa. Volume I. UNESCO, 1981.
- Sprache und Gesellschaft in Afrika. Aspekte der Kulturgeschichte//Sozialer Wandel in Afrika und die Entwicklung von Formen und Funktionen afrikanischer Sprachen. Berlin: Akad.-Verlag, 1980.